# Indre, Loire-Atlantique
Indre (på bretonska Antr, Endrez) är en ort och kommun i Frankrike och är en förort till Nantes. År 2022 hade Indre 4 172 invånare.

## Befolkningsutveckling
Antalet invånare i kommunen Indre
| Referens: INSEE |